# Jochen Endreß
Jochen Endreß (Tubinga, 3 novembre 1972) è un ex calciatore tedesco, di ruolo difensore.

## Carriera

### Club
Dopo aver passato più di un decennio allo Stoccarda, società nella quale è stato schierato nella squadra riserve fino a 28 anni, durante gli anni novanta e i primi anni duemila lo Stoccarda vince una Coppa di Germania (1997) e una Coppa Intertoto (2000) ma Endress non gioca alcun incontro in questi tornei. Termina la carriera a Hoffenheim, a 33 anni.

## Palmarès

### Club

#### Competizioni nazionali
- Coppa di Germania: 1

Stoccarda: 1996-1997

#### Competizioni internazionali
- Coppa Intertoto UEFA: 1

Stoccarda: 2000